# National League (engelsk liga)
National League, tidigare kallad Football Conference, är en nationell fotbollsliga som återfinns på nivå fem och sex i det engelska ligasystemet, under English Football Leagues League Two. Ligan är uppbyggd av en högsta division, också kallad National League, och två underdivisioner kallade National League North och National League South.

## Historia
National League grundades 1979 av klubbar i Northern Premier League och Southern Football League och var från början känd som Alliance Premier League. Sedan 1984 är den bland allmänheten känd under en rad av namn beroende på vilket företag som är den officiella sponsorn. Det officiella namnet ändrades 1986 till Football Conference. 1987 började man med automatisk uppflyttning och nedflyttning mellan Football Conference och The Football League. Till att börja med var det en klubb och från och med 2003 två klubbar.
De första 25 åren hade man bara en division, men sedan säsongen 2004/05 finns det tre stycken. Den ursprungliga döptes om till Conference National och de två nya regionala divisionerna en nivå ned döptes till Conference North och Conference South. Klubbarna till de nya divisionerna kom från Northern Premier League, Southern Football League och Isthmian League.
2015 bytte ligan namn till National League och divisionerna till National League, National League North och National League South.

## Sponsorer
- 1984–1986: Gola (Gola League)
- 1986–1998: General Motors (GM Vauxhall Conference)
- 1998–2007: Nationwide Building Society (Nationwide Conference)
- 2007–2010: Blue Square (Blue Square Premier)
- 2010–2013: Blue Square Bet (Blue Square Bet Premier)
- 2013–2014: Skrill (Skrill Premier)
- 2014–    : Vanarama (Vanarama Conference/National League)

## Vinnare

### National
| Säsong  | Divisionsvinnare           | Playoffvinnare      |
| ------- | -------------------------- | ------------------- |
| 1979/80 | Altrincham*                |                     |
| 1980/81 | Altrincham* (2)            |                     |
| 1981/82 | Runcorn*                   |                     |
| 1982/83 | Enfield*                   |                     |
| 1983/84 | Maidstone United*          |                     |
| 1984/85 | Wealdstone*                |                     |
| 1985/86 | Enfield* (2)               |                     |
| 1986/87 | Scarborough                |                     |
| 1987/88 | Lincoln City               |                     |
| 1988/89 | Maidstone United (2)       |                     |
| 1989/90 | Darlington                 |                     |
| 1990/91 | Barnet                     |                     |
| 1991/92 | Colchester United          |                     |
| 1992/93 | Wycombe Wanderers          |                     |
| 1993/94 | Kidderminster Harriers*    |                     |
| 1994/95 | Macclesfield Town*         |                     |
| 1995/96 | Stevenage Borough*         |                     |
| 1996/97 | Macclesfield Town (2)      |                     |
| 1997/98 | Halifax Town               |                     |
| 1998/99 | Cheltenham Town            |                     |
| 1999/00 | Kidderminster Harriers (2) |                     |
| 2000/01 | Rushden & Diamonds         |                     |
| 2001/02 | Boston United              |                     |
| 2002/03 | Yeovil Town                | Doncaster Rovers    |
| 2003/04 | Chester City               | Shrewsbury Town     |
| 2004/05 | Barnet (2)                 | Carlisle United     |
| 2005/06 | Accrington Stanley         | Hereford United     |
| 2006/07 | Dagenham & Redbridge       | Morecambe           |
| 2007/08 | Aldershot Town             | Exeter City         |
| 2008/09 | Burton Albion              | Torquay United      |
| 2009/10 | Stevenage Borough (2)      | Oxford United       |
| 2010/11 | Crawley Town               | Wimbledon           |
| 2011/12 | Fleetwood Town             | York City           |
| 2012/13 | Mansfield Town             | Newport County      |
| 2013/14 | Luton Town                 | Cambridge United    |
| 2014/15 | Barnet (3)                 | Bristol Rovers      |
| 2015/16 | Cheltenham Town (2)        | Grimsby Town        |
| 2016/17 | Lincoln City (2)           | Forest Green Rovers |

* Inte uppflyttade till The Football Leagues fjärde division (Fourth Division fram till och med 1991, Third Division 1992–2003 och League Two från och med 2004)

### North
| Säsong  | Divisionsvinnare   | Playoffvinnare       |
| ------- | ------------------ | -------------------- |
| 2004/05 | Southport          | Altrincham           |
| 2005/06 | Northwich Victoria | Stafford Rangers     |
| 2006/07 | Droylsden          | Farsley Celtic       |
| 2007/08 | Kettering Town     | Barrow               |
| 2008/09 | Tamworth           | Gateshead            |
| 2009/10 | Southport (2)      | Fleetwood Town       |
| 2010/11 | Alfreton Town      | Telford United       |
| 2011/12 | Hyde               | Nuneaton Town        |
| 2012/13 | Chester            | Halifax Town         |
| 2013/14 | Telford United     | Altrincham           |
| 2014/15 | Barrow             | Guiseley             |
| 2015/16 | Solihull Moors     | North Ferriby United |
| 2016/17 | Fylde              | Halifax Town         |

### South
| Säsong  | Divisionsvinnare  | Playoffvinnare         |
| ------- | ----------------- | ---------------------- |
| 2004/05 | Grays Athletic    | Eastbourne Borough*    |
| 2005/06 | Weymouth          | St Albans City         |
| 2006/07 | Histon            | Salisbury City         |
| 2007/08 | Lewes             | Eastbourne Borough     |
| 2008/09 | Wimbledon         | Hayes & Yeading United |
| 2009/10 | Newport County    | Bath City              |
| 2010/11 | Braintree Town    | Ebbsfleet United       |
| 2011/12 | Woking            | Dartford               |
| 2012/13 | Welling United    | Salisbury City         |
| 2013/14 | Eastleigh         | Dover Athletic         |
| 2014/15 | Bromley           | Boreham Wood           |
| 2015/16 | Sutton United     | Maidstone United       |
| 2016/17 | Maidenhead United | Ebbsfleet United       |

* 2004/05 var det bara tre klubbar som gick upp; Eastbourne förlorade i playoff mot North Divisions playoffvinnare Altrincham